# Crambus prometheus
Crambus prometheus là một loài bướm đêm trong họ Crambidae.